# Antonio Rengel
 (août 2025).
Antonio Rengel Ramos (né le 27 août 1904 à Huelva et décédé le le 19 janvier 1961 à Séville) est un chanteur espagnol de flamenco.

## Biographie
Dès son plus jeune âge, Antonio Rengel ressent l'appel du chant grâce à sa mère, Rosa Ramos Romero, chanteuse. L'un des maîtres qui l'ont le plus influencé inclut Antonio Silva el Portugués. À huit ans, il se produisait pour animer les entractes des films muets. Il est loué par Antonio Mairena, notamment pour ses fandangos, qu'il définit comme le plus raffiné et le plus noble du chant flamenco. Antonio Rengel peut être considéré, avec Paco Isidro, comme le créateur d'un style de fandango. Il est non seulement un grand chanteur de fandangos, mais aussi de tous les autres styles de chant de Huelva, en particulier les serranas,,.